# Ambrogio Calvano
Ambrogio Calvano (Sassari, 1531 circa – Sassari, fine XVI secolo) è stato un pittore italiano.
Figlio di Pietro Giovanni Calvano, fece parte della seconda generazione della scuola manierista sviluppatasi a Sassari sotto la guida di Giovanni del Giglio a partire dal 1530 circa, costituendo l'anello di congiunzione tra questi e il tardo manierista Francesco Pinna, che poi operò a Cagliari dopo la morte di Michele Cavaro. Ereditò la bottega paterna nel 1568 e svolse attività per la città e per alcuni centri del nord dell'isola. Non del tutto convincentemente gli vengono attribuiti il Retablo di San Giorgio di Perfugas e una Crocifissione custodita presso la Pinacoteca Nazionale di Sassari, databili agli anni Settanta del secolo.